# Medalla John Bates Clark
La Medalla John Bates Clark es entregada anualmente por la Asociación Estadounidense de Economía a "aquel estadounidense de menos de cuarenta años que se considere haya hecho una gran contribución al pensamiento económico y al conocimiento".
Se llama así en honor del economista neoclásico estadounidense John Bates Clark (1847-1938). Alrededor de la mitad de los ganadores de esta medalla han sido galardonados posteriormente con el Premio del Banco de Suecia en Ciencias Económicas en memoria de Alfred Nobel, con un retardo medio de veinte años.
Aunque la medalla de Clark es considerada como un premio para los economistas estadounidenses, basta con que los candidatos trabajen en los EE. UU. en el momento de la concesión; no es necesario la nacionalidad estadounidense para ser considerado candidato. De hecho, los ganadores anteriores como Daron Acemoglu, Emmanuel Saez, y Esther Duflo nacieron en Turquía, España y Francia, respectivamente.
La medalla solía entregarse cada dos años, pasando a ser anual en 2010.

## Ganadores anteriores
- 1947 Paul Samuelson (1970)
- 1949 Kenneth Boulding
- 1951 Milton Friedman (1976)
- 1953 No entregado
- 1955 James Tobin (1981)
- 1957 Kenneth Arrow (1972)
- 1959 Lawrence Klein (1980)
- 1961 Robert Solow (1987)
- 1963 Hendrik S. Houthakker
- 1965 Zvi Griliches
- 1967 Gary Becker (1992)
- 1969 Marc Leon Nerlove
- 1971 Dale W. Jorgenson
- 1973 Franklin M. Fisher
- 1975 Daniel McFadden (2000)
- 1977 Martin Feldstein
- 1979 Joseph Stiglitz (2001)
- 1981 Michael Spence (2001)
- 1983 James Heckman (2000)
- 1985 Jerry A. Hausman
- 1987 Sanford J. Grossman
- 1989 David M. Kreps
- 1991 Paul Krugman (2008)
- 1993 Lawrence Summers
- 1995 David Card (2021)
- 1997 Kevin Murphy
- 1999 Andrei Shleifer
- 2001 Matthew Rabin
- 2003 Steven Levitt
- 2005 Daron Acemoğlu (2024)
- 2007 Susan Athey
- 2009 Emmanuel Saez
- 2010 Esther Duflo (2019)
- 2011 Jonathan Levin
- 2012 Amy Finkelstein
- 2013 Raj Chetty
- 2014 Matthew Gentzkow
- 2015 Roland G. Fryer, Jr.
- 2016 Yuliy Sannikov
- 2017 Dave Donaldson
- 2018 Parag Pathak[1]
- 2019 Emi Nakamura[2]
- 2020 Melissa Dell[3]
- 2021 Isaiah Andrews[4]
- 2022 Oleg Itskhoki[5]
- 2023 Gabriel Zucman [6]
- 2024 Philipp Strack[7]
- 2025 Stefanie Stantcheva[8]

(El año entre paréntesis indica cuándo recibieron el Premio Nobel, si ha sido ese el caso.)